# Богородица Ахтирска
Ахтирска икона Богородице је икона Богородице поштована у Руској православној цркви, пронађена у Охтирка.

## Историја
Према предању, икона је откривена 2. јула 1739. године. Благочестиви свештеник Покровске цркве у граду Ахтирки Василиј Данилов пронашао је икону током кошења сена у башти. Након њеног открића, почела су чуда, икона је пренета у Покровску цркву. Свети Синод је, након спровођења испитивања, 1751. године одлучио да се „ова света икона поштује као чудотворна“. По наређењу царице Јелисавете Петровне подигнут је камени храм, вероватно по пројекту Дмитрија Ухтомског, освећен 1768. године.
1903. године, када је икона послата на рестаурацију у Санкт Петербург, украдена је. Затим је икона завршила у Кини (Харбин) и набавила ју је С. А. Степанов. Према сведочењу харбинског протојереја Н. Труфанова, који је добро познавао Ахтирску светињу и у периоду њеног присуства у Ахтирки, слика је била права чудотворна икона. Током 1950-их, Степанов син је однео икону у Бразил, а затим у Сан Франциско, где је дао Руском православном омладинском одбору. Локација иконе у Сан Франциску постала је позната 1975. године. Митрополит харковски и богодуховски Никодим (Руснак) 1995. године је донео у Ахтирски Покровски сабор. Овим чинм настављена је традиција литије манастира Ахтирске Тројице, која се врши трећег дана после Свете Тројице.
У јулу 2010. године, руски председник Дмитриј Медведев пренео је чудотворну слику у Новодевичи манастир Васкрсења , где се сада налази. Икона се налази у Саборном храму Васкрсења.

## Иконографија
Иконографија сеже до примера итало-грчке уметности. На икони је приказана ожалошћена Богородица са рукама склопљеним на грудима у молитви, лево од ње је Исус Христос, разапет на крсту Голготе. Штавише, висина Христовог лика је знатно мања од висине лика Богородице, односно икона користи директну (а не обрнуту) перспективу, што је несвојствено византијској иконографији.
У различитим верзијама Богородица се може приказати у мафорији, у круни, са откривеном главом.
Иконографија Ахтирске иконе чинила је основу Равенсбричке иконе настале у 20. веку, с том разликом што је на потоњој Христос приказан разапет у младости или детињству.
Икона се поштује као чудотворна; после резолуције Синода (1751) копије Ахтирске иконе постале су распрострањене углавном на југу Русије, у Харковској епархији. Поштоване копије Ахтирске иконе Богородице налазе се у цркви Васкрсења Господњег на Арбату, Самарском Пустино-Николајевском манастиру.
Прослава Ахтирске Богородице одржава се 2/15 јула.